# 弗洛克斯 (印地安納州)
弗洛克斯（英語：Phlox）是位於美國印地安納州霍華德縣的一個非建制地區。該地的面積和人口皆未知。